# Bharuch INA
Bharuch INA é uma cidade e uma industrial notified area no distrito de Bharuch, no estado indiano de Gujarat.

## Demografia
Segundo o censo de 2001, Bharuch INA tinha uma população de 391 habitantes. Os indivíduos do sexo masculino constituem 56% da população e os do sexo feminino 44%. Bharuch INA tem uma taxa de literacia de 72%, superior à média nacional de 59,5%; a literacia no sexo masculino é de 76% e no sexo feminino é de 66%. 13% da população está abaixo dos 6 anos de idade.